# Jeff Beck's Guitar Shop
Jeff Beck's Guitar Shop je páté sólové studiové album Jeffa Becka, vydané v roce 1989 u Epic Records. V roce 1990 získalo album cenu Grammy v kategorii Grammy Award for Best Rock Instrumental Performance.

## Seznam skladeb
| Pořadí         | Název            | Autor               | Délka |
| -------------- | ---------------- | ------------------- | ----- |
| 1.             | Guitar Shop      | Hymas, Beck, Bozzio | 5:03  |
| 2.             | Savoy            | Hymas, Beck, Bozzio | 3:52  |
| 3.             | Behind the Veil  | Hymas               | 4:55  |
| 4.             | Big Block        | Hymas, Beck, Bozzio | 4:09  |
| 5.             | Where Were You   | Hymas, Beck, Bozzio | 3:17  |
| 6.             | Stand on It      | Hymas, Beck         | 4:59  |
| 7.             | Day in the House | Hymas, Beck, Bozzio | 5:04  |
| 8.             | Two Rivers       | Hymas, Beck, Bozzio | 5:25  |
| 9.             | Sling Shot       | Hymas, Beck         | 3:07  |
| Celková délka: | Celková délka:   | Celková délka:      | 39:51 |

## Sestava
- Jeff Beck – elektrická kytara
- Tony Hymas – klávesy, syntezátor
- Terry Bozzio – bicí, perkuse, mluvené slovo